# Зарубежные фильмы, выпущенные в советский прокат в 1941 году
Список зарубежных фильмов, выпущенных в советский кинопрокат в 1941 году. Месяцем выпуска считается время первой демонстрации в Москве.
Закупкой зарубежных фильмов для советского кинопроката занималась Всесоюзная государственная контора по киноэкспорту и киноимпорту («Союзинторгкино»), подчинённая с 1938 года Комитету по делам кинематографии при СНК СССР. Некоторые фильмы в прокат выпускались в другом формате. Иногда цветные фильмы в массовом тираже выпускались черно-белыми, а также делались изъятия некоторых, как правило, незначительных для общего сюжета сцен и эпизодов.
| Прокатное название на русском языке | Оригинальное название и год выхода  | Производство | № месяца |
| ----------------------------------- | ----------------------------------- | ------------ | -------- |
| Песнь о любви                       | «Give Us This Night» (англ.) (1936) | США          | 05       |